# Tenis stołowy na Igrzyskach Małych Państw Europy 2011
Tenis stołowy na Igrzyskach Małych Państw Europy 2011, odbył się w dniach 31 maja-4 czerwca w Dreifachturnhalle w Triesen. Tabelę medalową wygrali zawodnicy z Luksemburga, którzy dodatkowo zdominowali wszystkie konkurencje kobiece.

## Medaliści

### Mężczyźni
| Kategoria      |                                         |                                                         |                                         |
| -------------- | --------------------------------------- | ------------------------------------------------------- | --------------------------------------- |
| Gra pojedyncza | Traian Ciociu                           | Irfan Cekic                                             | Gilles Michely                          |
| Gra pojedyncza | Traian Ciociu                           | Irfan Cekic                                             | Marios Yiangou                          |
| Gra podwójna   | Cypr · Marios Yiangou · Onjan Serafimov | Malta · Simon Gerada · Daniel Bajada                    | Czarnogóra · Irfan Cekic · Luka Bakic   |
| Gra podwójna   | Cypr · Marios Yiangou · Onjan Serafimov | Malta · Simon Gerada · Daniel Bajada                    | Luksemburg · Gilles Michely · Mike Bast |
| Drużynowo      | Cypr · Marios Yiangou · Onjan Serafimov | Luksemburg · Gilles Michely · Traian Ciociu · Mike Bast | San Marino · Wang Daqi · Marco Vannucci |
| Drużynowo      | Cypr · Marios Yiangou · Onjan Serafimov | Luksemburg · Gilles Michely · Traian Ciociu · Mike Bast | Czarnogóra · Irfan Cekic · Luka Bakic   |

### Kobiety
| Kategoria      |                                                           |                                            |                                            |
| -------------- | --------------------------------------------------------- | ------------------------------------------ | ------------------------------------------ |
| Gra pojedyncza | Ni Xialian                                                | Sarah De Nutte                             | Louiza Kourea                              |
| Gra pojedyncza | Ni Xialian                                                | Sarah De Nutte                             | Letizia Giardi                             |
| Gra podwójna   | Luksemburg · Ni Xialian · Vinita Schlink                  | Cypr · Louiza Kourea · Ana Mikova          | San Marino · Letizia Giardi · Chiara Boffa |
| "Tramwaj"      | Luksemburg · Ni Xialian · Sarah De Nutte · Vinita Schlink | San Marino · Chiara Boffa · Letizia Giardi | Cypr · Louiza Kourea · Ana Mikova          |

## Tabela medalowa
| Poz.    | Państwo    |   |   |    | Łącznie |
| ------- | ---------- | - | - | -- | ------- |
| 1       | Luksemburg | 4 | 2 | 2  | 8       |
| 2       | Cypr       | 2 | 1 | 3  | 6       |
| 3       | San Marino | 0 | 1 | 3  | 4       |
| 4       | Czarnogóra | 0 | 1 | 2  | 3       |
| 5       | Malta      | 0 | 1 | 0  | 1       |
| Łącznie | Łącznie    | 6 | 6 | 10 | 22      |